# Tassamert
Tassamert là một đô thị thuộc tỉnh Bordj Bou Arréridj, Algérie. Dân số thời điểm năm 2002 là 5.269 người.